# Wisch (Paesi Bassi)
Wisch è una ex-municipalità dei Paesi Bassi di 19 601 abitanti situata nella provincia di Gheldria, nel comune di Oude IJsselstreek.

## Storia
Fino al 1º gennaio 2005 ha costituito un comune autonomo, per poi fondersi con Gendringen nel nuovo comune di Oude IJsselstreek.

## Geografia fisica
Il comune era composto da 8 frazioni, il cui capoluogo era Varsseveld: Bontebrug, Heelweg-Oost, Heelweg-West, Silvolde, Sinderen, Terborg, Varsseveld e Westendorp.